# Winburg–Potchefstroomi Köztársaság
A Winburg–Potchefstroomi Köztársaság (afrikaans nyelven Republiek Winburg-Potchefstroom) egy rövid életű búr államszövetség volt, amely Winburg és Potchefstroom városai alkottak 1838 és 1840 között. Ezt követően a szövetség különvált a Potchefstroomi Köztársaságra és a Winburgi Köztársaságra. Winburg 1848-ig állt fenn, míg Potchefstroom 1860-ig megőrizte önállóságát.
Az Andries Hendrik Potgieter vezetésével a területre érkező búr telepesek, a voortrekkerek alapították a két várost. Bár elvben az államszövetség két éven belül szétvált, de a gyakorlatban Potgieter továbbra is kormányozta Winburgot Potchefstroommal együtt, akárcsak az 1852-ben létrejövő Lydenburgi Köztársaságot is. 1849 és 1854 között a Zoutpansbergi Köztársaság elnöke is volt.
1848-ban Winburg Oranje Szabadállam részévé vált. Potchefstroom csak 1860-ban egyesült a Transvaal Köztársasággal.
Az államszövetség zászlaja egy kék alapon álló vörös andráskereszt volt, amely a voortrekkerek zászlójának is szolgált. A zászlót a Winburgi Köztársaság használta tovább, és ma Winburg városának zászlójaként funkcionál.